# Upplands runinskrifter 387
Upplands runinskrifter 387 är ett nu försvunnet vikingatida runstensfragment som funnits i Sankt Olofs kyrkoruin, Sigtuna och Sigtuna kommun. De enda uppgifterna som finns om detta runstensfragment härrör från Richard Dybeck som beskriver hur han hittade det i en åker nära kyrkoruinen.

## Inskriften
Translitterering av runraden:
[... eftiʀ × tot(u)... ...]
Normalisering till runsvenska:
... æftiʀ dottu[r]/Dottu[r] ...
Översättning till nusvenska:
... efter dotter ...